# Knuckles’ Chaotix
Knuckles’ Chaotix (カオティクス Kaotikusu) – komputerowa gra platformowa z serii Sonic the Hedgehog wydana w 1995 roku na dodatek do Sega Mega Drive – Sega 32X.

## Fabuła gry
Akcja ma miejsce po Sonic & Knuckles. Czerwona kolczatka Knuckles, strażnik Głównego Szmaragdu dostrzega nową wyspę, której wcześniej nie było. Bohater wyrusza ją sprawdzić i po drodze spotyka doktora Eggmana, który znalazł na tej wyspie starożytne Pierścienie Chaosu i zamierza ich użyć do podboju świata. Ma także do pomocy Metal Sonica. Knuckles uwalnia jednego z kompanów grupy Chaotix – kameleona Espio i za pomocą elastycznego pierścienia postanawiają uwolnić pszczołę Charmy’ego, krokodyla Vectora oraz pancernika Mighty’ego, a także unicestwić Metal Sonica i doktora Eggmana. Knuckles na czas gry przyłącza się do grupy Chaotix.

## Rozgrywka
Gracz może wybrać oraz sterować jedną spośród pięciu postaci: kolczatkę Knucklesa, kameleona Espio, pszczołę Charmy'ego, krokodyla Vectora oraz pancernika Mighty'ego, chodzić w prawo i w lewo, skakać, zbierać pierścienie oraz zdobywać power-upy poprzez rozbijanie monitorów. Ponadto gra zawiera pięć światów zwanych atrakcjami, po 5 aktów każdy (są to: Botanic Base, Speed Slider, Amazing Arena, Techno Tower oraz Marina Madness), sześć specjalnych poziomów, w którym można zdobyć 6 Pierścieni Chaosu, a także bonusowy poziom, gdzie zdobywamy punkty oraz pierścienie na zapas.
Gra została stworzona jako typowa platformówka 2D w stylu Sonica, lecz posiada także poziomy trójwymiarowe. Aby rozpocząć dany świat, poziomy wybierane są w specjalnej maszynie "losującej", która wybiera poziom do przejścia. Przed rozpoczęciem poziomu należy wybrać kompana, który będzie towarzyszył przez całą drogę. Jeżeli gracz straci wszystkie pierścienie i swojego kompana, może rozpocząć próbę pokonania trasy tam, gdzie zginął ostatnio.